# Green Bay Packers 2018
La stagione 2018 dei Green Bay Packers è stata la 99ª della franchigia nella National Football League, la 100ª complessiva e la 13ª e ultima con Mike McCarthy come capo-allenatore. Il 2 dicembre 2018, dopo una partenza con un record di 4–7–1, questi fu licenziato in seguito alla sconfitta della settimana 13 contro gli Arizona Cardinals, venendo sostituito ad interim da Joe Philbin. L'annata si chiuse con un bilancio finale di 6-9-1, la prima volta che la squadra mancò i playoff per due anni consecutivi dal 2005 e 2006 e la prima che terminò con un record negativo per due stagioni consecutive dal 1990 e 1991.

## Scelte nel Draft 2018

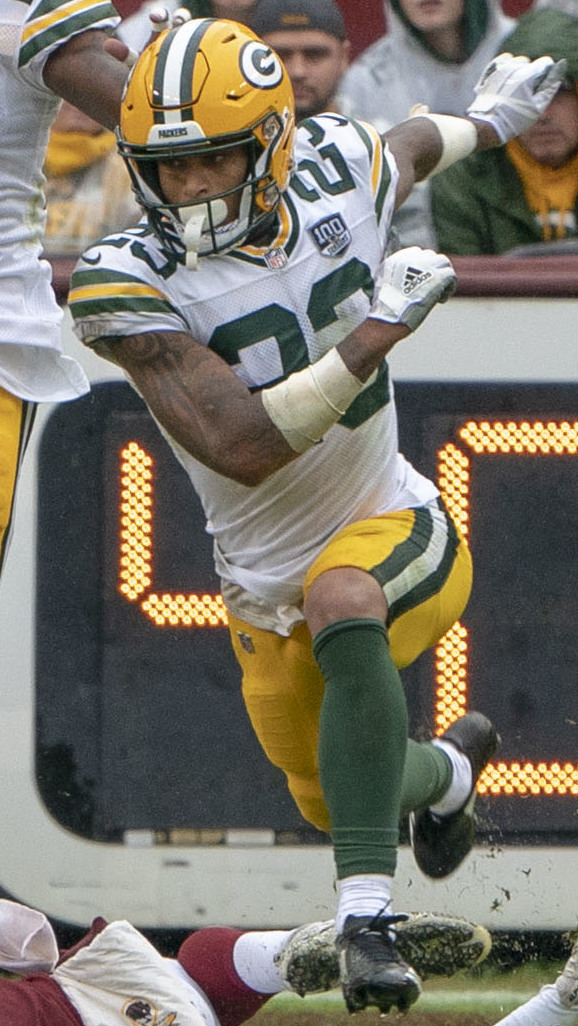
Jaire Alexander è stato la scelta del primo giro dei Packers nel 2018

| Scelte dei Packers nel Draft 2018 |        |                          |       |                          |
| Giro                              | Scelta | Giocatore                | Ruolo | College                  |
| 1                                 | 18     | Jaire Alexander          | CB    | Louisville               |
| 2                                 | 45     | Joshua Jackson           | CB    | Iowa                     |
| 3                                 | 88     | Oren Burks               | ILB   | Vanderbilt               |
| 4                                 | 133    | J'Mon Moore              | WR    | Missouri                 |
| 5                                 | 138    | Cole Madison             | G     | Washington State         |
| 5                                 | 172    | J.K. Scott               | P     | Alabama                  |
| 5                                 | 174    | Marquez Valdes-Scantling | WR    | South Florida            |
| 6                                 | 207    | Equanimeous St. Brown    | WR    | Notre Dame               |
| 7                                 | 232    | James Looney             | DE    | California               |
| 7                                 | 239    | Hunter Bradley           | LS    | Mississippi State        |
| 7                                 | 248    | Kendall Donnerson        | OLB   | Southeast Missouri State |

## Staff
| Staff dei Green Bay Packers nel 2018 |
| --- |
| Organi dirigenziali - Comitato esecutivo: Green Bay Packers Board of Directors - Presidente/CEO: Mike Murphy - General manager: Ted Thompson Capo allenatore - Joe Philbin (ad interim) - Capo-allenatore associato/Linebacker – Winston Moss Altri allenatori - Preparatore atletico – Mark Lovat - Assistente – Chris Gizzi - Assistente – Thadeus Jackson - Assistente – Grant Thorne Allenatori dell'attacco - Coordinatore offensivo – Edgar Bennett - Quarterback – Alex Van Pelt - Running Back – Ben Sirmans - Wide Receiver – Luke Getsy - Tight End – Brian Angelichio - Offensive Line – James Campen - Assistente Offensive Line – David Raih Allenatori della difesa - Coordinatore della difesa: Dom Capers - Defensive Line – Mike Trgovac - Assistente Defensive Front – Jerry Montgomery - Assistente Linebacker – Scott McCurley - Defensive back– Cornerback – Joe Whitt Jr. - Defensive back – Safety – Darren Perry - Controlla qualità – Tim McGarigle Allenatori dello special team - Coordinatore special team– Ron Zook - Assistente special team – Jason Simmons |

## Roster
| Roster dei Green Bay Packers nel 2018 |
| --- |
| Quarterback - Tim Boyle - 9 DeShone Kizer - 12 Aaron Rodgers Running Back - 22 Darius Jackson - 88 Ty Montgomery - 30 Jamaal Williams Wide Receiver - 17 Davante Adams - 81 Geronimo Allison - 18 Randall Cobb - 82 J'Mon Moore - 19 Equanimeous St. Brown - 83 Marquez Valdes-Scantling Tight End - 80 Jimmy Graham - 84 Lance Kendricks - 89 Marcedes Lewis - 85 Robert Tonyan Offensive Linemen - 69 David Bakhtiari T - 74 Byron Bell T - 75 Bryan Bulaga T - -- Alex Light G - 63 Corey Linsley C - 64 Justin McCray G - 62 Lucas Patrick C - 78 Jason Spriggs T - 65 Lane Taylor G Defensive Linemen - 90 Montravius Adams DE - 97 Kenny Clark NT - 76 Mike Daniels DE - 94 Dean Lowry DE - 96 Muhammad Wilkerson DE Linebacker - 42 Oren Burks ILB - 54 James Crawford ILB - 51 Kyler Fackrell OLB - 93 Reggie Gilbert OLB - 50 Blake Martinez ILB - 52 Clay Matthews OLB - 48 Antonio Morrison ILB - 53 Nick Perry OLB - 56 Korey Toomer ILB Defensive Back - 23 Jaire Alexander CB - 29 Kentrell Brice FS - 39 Deante Burton CB - 21 Ha Ha Clinton-Dix FS - 36 Raven Greene FS - 31 Davon House CB - 37 Josh Jackson CB - 27 Josh Jones SS - 20 Kevin King CB - 26 Herb Waters CB - 35 Jermaine Whitehead FS - 38 Tramon Williams CB Special Team - 43 Hunter Bradley LS - 2 Mason Crosby K - 6 J.K. Scott P Lista delle riserve - 11 Trevor Davis WR (IR) - 33 Adam Jones RB (Sospeso) - 16 Jake Kumerow WR (IR) - 61 Cole Madison G (Did Not Report) - 47 Jake Ryan ILB (IR) Squadra di allenamento - 34 Joel Bouagnon RB - 28 Tony Brown CB - 60 Austin Davis C - 91 Kendall Donnerson OLB - 40 Joe Kerridge FB - 95 Tyler Lancaster NT - 99 James Looney DE - 58 Greer Martini ILB - 77 Adam Pankey T - 25 Will Redmond CB 53 attivi, 4 inattivi, 10 nella squadra di allenamento |
| Legenda - I rookie sono in corsivo. - Il primo ruolo è il principale mentre gli eventuali successivi indicano i ruoli secondari. - (IR) sta per Injured Reserve ed indica la lista ristretta per un solo giocatore infortunato che può tornare ad allenarsi dopo la settimana 6 e a rientrare in prima squadra dopo che questa ha giocato 8 partite. - (NF-Inj.) / (NF-Ill.) stanno rispettivamente per Non-Football Injured e Non-Football Illness ed indicano le liste dove viene inserito un giocatore che ha un infortunio o una malattia non dipendente dal football americano. - (PUP) sta per Physically Unable to Perform ed indica la lista dove viene inserito un giocatore mentre è in attesa di recuperare la condizione fisica. Nella stagione regolare dopo la sesta partita giocata dalla propria squadra, il giocatore ha tempo tre settimane per riprendere ad allenarsi, più tre settimane aggiuntive dal suo rientro agli allenamenti per rientrare in prima squadra. |

## Calendario

### Stagione regolare
Il calendario della stagione è stato annunciato il 19 aprile 2018.
| Stagione regolare |                         |                    |                    |                               |                    |                    |                    |
| Turno             | Avversario              | Risultato          | Record             | Stadio                        | Sintesi            |                    |                    |
| 1                 | Chicago Bears           | V 24–23            | 1–0                | Lambeau Field                 | Recap              |                    |                    |
| 2                 | Minnesota Vikings       | P 29–29 dts        | 1–0–1              | Lambeau Field                 | Recap              |                    |                    |
| 3                 | at Washington Redskins  | S 17–31            | 1–1–1              | FedExField                    | Recap              |                    |                    |
| 4                 | Buffalo Bills           | V 22–0             | 2–1–1              | Lambeau Field                 | Recap              |                    |                    |
| 5                 | at Detroit Lions        | S 23–31            | 2–2–1              | Ford Field                    | Recap              |                    |                    |
| 6                 | San Francisco 49ers     | V 33–30            | 3–2–1              | Lambeau Field                 | Recap              |                    |                    |
| 7                 | Settimana di pausa      | Settimana di pausa | Settimana di pausa | Settimana di pausa            | Settimana di pausa | Settimana di pausa | Settimana di pausa |
| 8                 | at Los Angeles Rams     | S 27–29            | 3–3–1              | Los Angeles Memorial Coliseum | Recap              |                    |                    |
| 9                 | at New England Patriots | S 17–31            | 3–4–1              | Gillette Stadium              | Recap              |                    |                    |
| 10                | Miami Dolphins          | V 31–12            | 4–4–1              | Lambeau Field                 | Recap              |                    |                    |
| 11                | at Seattle Seahawks     | S 24–27            | 4–5–1              | CenturyLink Field             | Recap              |                    |                    |
| 12                | at Minnesota Vikings    | S 17–24            | 4–6–1              | U.S. Bank Stadium             | Recap              |                    |                    |
| 13                | Arizona Cardinals       | S 17–20            | 4–7–1              | Lambeau Field                 | Recap              |                    |                    |
| 14                | Atlanta Falcons         | V 34–20            | 5–7–1              | Lambeau Field                 | Recap              |                    |                    |
| 15                | at Chicago Bears        | S 17–24            | 5–8–1              | Soldier Field                 | Recap              |                    |                    |
| 16                | at New York Jets        | V 44–38 dts        | 6–8–1              | MetLife Stadium               | Recap              |                    |                    |
| 17                | Detroit Lions           | S 0–31             | 6–9–1              | Lambeau Field                 | Recap              |                    |                    |

Note
- Gli avversari della propria division sono in grassetto.

## Classifiche

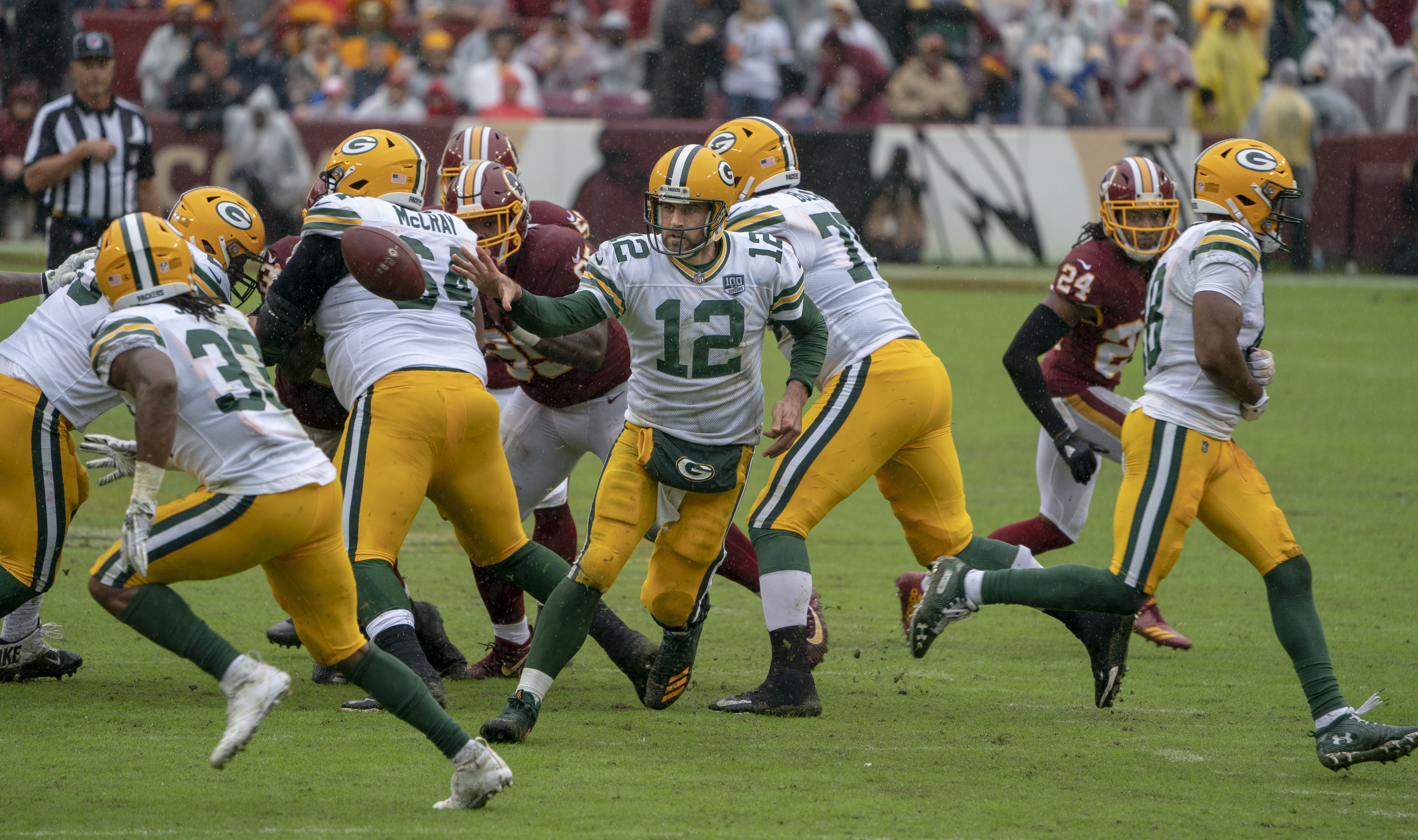
La partita della settimana 3 a Washington

### Division
| NFC North           | NFC North | NFC North | NFC North | NFC North | NFC North | NFC North | NFC North | NFC North |
| vedi • disc. • mod. | V         | S         | P         | PCT       | DIV       | CONF      | PF        | PS        |
| ------------------- | --------- | --------- | --------- | --------- | --------- | --------- | --------- | --------- |
| Chicago Bears       | 10        | 4         | 0         | .714      | 3–1       | 6–2       | 344       | 241       |
| Minnesota Vikings   | 6         | 5         | 1         | .542      | 2–1–1     | 5–3–1     | 275       | 270       |
| Green Bay Packers   | 5         | 7         | 1         | .423      | 1–2–1     | 2–6–1     | 281       | 287       |
| Detroit Lions       | 4         | 8         | 0         | .333      | 1–3       | 2–7       | 254       | 316       |
|                     |           |           |           |           |           |           |           |           |
|                     |           |           |           |           |           |           |           |           |

### Conference
| National Football Conference           | National Football Conference | National Football Conference | National Football Conference | National Football Conference | National Football Conference | National Football Conference | National Football Conference | National Football Conference | National Football Conference | National Football Conference |
| Pos.                                   | Squadra                      | Division                     | V                            | S                            | P                            | PCT                          | DIV                          | CONF                         | SOS                          | SOV                          |
| Capolista di Division                  | Capolista di Division        | Capolista di Division        | Capolista di Division        | Capolista di Division        | Capolista di Division        | Capolista di Division        | Capolista di Division        | Capolista di Division        | Capolista di Division        | Capolista di Division        |
| -------------------------------------- | ---------------------------- | ---------------------------- | ---------------------------- | ---------------------------- | ---------------------------- | ---------------------------- | ---------------------------- | ---------------------------- | ---------------------------- | ---------------------------- |
| 1                                      | Los Angeles Rams             | West                         | 13                           | 3                            | 0                            | .813                         | 4–0                          | 7–1                          | .493                         | .462                         |
| 2                                      | New Orleans Saints           | South                        | 13                           | 3                            | 0                            | .813                         | 2–1                          | 7–2                          | .486                         | .483                         |
| 3                                      | Chicago Bears                | North                        | 9                            | 4                            | 0                            | .692                         | 3–1                          | 6–2                          | .417                         | .380                         |
| 4                                      | Dallas Cowboys               | East                         | 8                            | 6                            | 0                            | .571                         | 3–1                          | 6–3                          | .500                         | .452                         |
| Wild Card                              |                              |                              |                              |                              |                              |                              |                              |                              |                              |                              |
| 5                                      | Seattle Seahawks             | West                         | 10                           | 6                            | 0                            | .625                         | 2–2                          | 6–3                          | .510                         | .339                         |
| 6                                      | Minnesota Vikings            | North                        | 6                            | 5                            | 1                            | .542                         | 2–1–1                        | 5–3–1                        | .479                         | .313                         |
| Non qualificati per i play-off         |                              |                              |                              |                              |                              |                              |                              |                              |                              |                              |
| 7                                      | Carolina Panthers            | South                        | 6                            | 6                            | 0                            | .500                         | 1–2                          | 4–5                          | .469                         | .472                         |
| 8                                      | Philadelphia Eagles          | East                         | 9                            | 7                            | 0                            | .563                         | 3–1                          | 4–5                          | .476                         | .389                         |
| 9                                      | Washington Redskins          | East                         | 6                            | 7                            | 0                            | .462                         | 2–2                          | 6–4                          | .496                         | .410                         |
| 10                                     | Tampa Bay Buccaneers         | South                        | 5                            | 7                            | 0                            | .417                         | 2–2                          | 4–5                          | .479                         | .475                         |
| 11                                     | Green Bay Packers            | North                        | 5                            | 7                            | 1                            | .423                         | 1–2–1                        | 2–6–1                        | .507                         | .417                         |
| 12                                     | Atlanta Falcons              | South                        | 4                            | 8                            | 0                            | .333                         | 2–2                          | 4–4                          | .542                         | .438                         |
| 13                                     | New York Giants              | East                         | 5                            | 8                            | 0                            | .385                         | 0–4                          | 3–7                          | .507                         | .500                         |
| 14                                     | Detroit Lions                | North                        | 4                            | 8                            | 0                            | .333                         | 1–3                          | 2–7                          | .542                         | .531                         |
| 15                                     | Arizona Cardinals            | West                         | 3                            | 9                            | 0                            | .250                         | 2–2                          | 3–5                          | .514                         | .236                         |
| 16                                     | San Francisco 49ers          | West                         | 2                            | 10                           | 0                            | .167                         | 0–4                          | 1–8                          | .479                         | .250                         |
| Criteri di spareggio                   |                              |                              |                              |                              |                              |                              |                              |                              |                              |                              |
| 1. 2. 3.                               |                              |                              |                              |                              |                              |                              |                              |                              |                              |                              |
| Legenda                                |                              |                              |                              |                              |                              |                              |                              |                              |                              |                              |
| w — wild card ottenuta                 |                              |                              |                              |                              |                              |                              |                              |                              |                              |                              |
| x — partecipazione ai playoff ottenuta |                              |                              |                              |                              |                              |                              |                              |                              |                              |                              |
| y — campioni di division               |                              |                              |                              |                              |                              |                              |                              |                              |                              |                              |
| z — salto del primo turno di play-off  |                              |                              |                              |                              |                              |                              |                              |                              |                              |                              |
| * — vantaggio del campo ottenuto       |                              |                              |                              |                              |                              |                              |                              |                              |                              |                              |

## Premi

### Premi settimanali e mensili
- Mason Crosby:

giocatore degli special team della NFC della settimana 6
- Aaron Rodgers:

quarterback della settimana 6